# Paul Mattick
Paul Mattick (Słupsk, 13 marzo 1904 – Boston, 7 febbraio 1981) è stato un filosofo, sociologo, economista, saggista ed attivista politico tedesco, il cui pensiero può essere collocato ideologicamente nell'alveo del cosiddetto comunismo di sinistra, più precisamente nell'ambito del comunismo consiliarista.
Nel corso della sua vita ha sempre criticato aspramente il bolscevismo, Lenin ed i metodi organizzativi rispettivamente suoi e dei suoi seguaci, descrivendo in estrema sintesi il loro pensiero politico come «... una mera ideologia per giustificare l'ascesa dei sistemi di un capitalismo modificato (il capitalismo di stato), non più determinati dalla competizione di mercato ma controllati per mezzo di uno stato autoritario».

## Primi anni
Nato a Słupsk (oggi nella Pomerania polacca e allora appartenente all'Impero tedesco), crebbe a Berlino in una famiglia operaia (il padre, alcolizzato, era anche sindacalista e membro della Lega Spartachista). All'età di 10 anni conobbe gli stenti e la malnutrizione della prima guerra mondiale, conseguenti al blocco navale imposto alla Germania dal Regno Unito. Nel 1918, a 14 anni, entrò a far parte di un gruppo giovanile dell'estrema sinistra tedesca a Charlottenburg, la Spartacists' Freie Sozialistiche Jugend costituita dagli Spartachisti; in quello stesso anno iniziò a lavorare come apprendista attrezzista alla Siemens, dove fu anche eletto delegato aziendale degli apprendisti nel consiglio operaio durante la cosiddetta rivoluzione tedesca.

## Rivoluzione tedesca
Coinvolto in molte azioni durante la rivoluzione, arrestato diverse volte e minacciato di morte, Mattick si radicalizzò nell'ultra-sinistra, ma in netta opposizione alla linea dei comunisti tedeschi concentrati sulle direttive dell'Unione Sovietica. Mattick fu influenzato notevolmente dalle idee, dagli scritti e dall'opera di Rosa Luxemburg che, insieme a Karl Liebknecht, guidava all'epoca il Partito Comunista di Germania (Kommunistische Partei Deutschlands, o KPD). Al congresso di Heidelberg (20-23 ottobre 1919), dal KPD si staccò la minoranza di sinistra che, nell'aprile del 1920, costituì una nuova formazione politica: il Partito Comunista Operaio di Germania (Kommunistische Arbeiterpartei Deutschlands, o KAPD), di cui Mattick, sfuggito per un soffio alla morte durante il putsch di Kapp, entrò a far parte lavorando per l'organizzazione giovanile Rote Jugend e scrivendo per il suo giornale.
Nel 1921, all'età di 17 anni, si trasferì a Colonia dove trovò lavoro per qualche tempo presso la Klöckner-Humboldt-Deutz, finché scioperi, insurrezioni e un nuovo arresto gli annullarono ogni prospettiva di occupazione. Mattick era attivo sia come organizzatore che come agitatore nel KAPD e nel sindacato AAU (Allgemeine Arbeiter-Union) nella regione di Colonia, dove tra gli altri conobbe Jan Appel. Aveva anche stabilito contatti con intellettuali, scrittori e artisti che lavoravano nell'AAUE (Allgemeine Arbeiter-Union – Einheitsorganisation), l'organizzazione "unitaria" fondata da Otto Rühle.
Con il generale e costante affievolirsi della lotta di classe radicale e delle speranze rivoluzionarie, specialmente dopo il 1923 con il relativo stabilizzarsi della Repubblica di Weimar, ed essendo rimasto personalmente disoccupato per un certo numero di anni, Mattick scelse infine di emigrare negli Stati Uniti d'America nel 1926, pur mantenendo sempre contatti con il KAPD e la AAUE in Germania.

## Stati Uniti d'America
Negli USA Mattick, dopo aver trovato lavoro prima come meccanico e poi come attrezzista, si dedicò a studi teorici più sistematici, soprattutto sul pensiero di Karl Marx. Inoltre, la pubblicazione dell'opera principale di Henryk Grossmann, Das Akkumulations- und Zusammenbruchsgesetz des kapitalistischen Systems. (Zugleich eine Krisentheorie) (1929), giocò un ruolo fondamentale in quanto riproponeva al centro del dibattito del movimento operaio la teoria dell'accumulazione di Marx, che era stata completamente dimenticata. Per Mattick la "critica dell'economia politica" di Marx si trasformò da questione puramente teorica in un fattore direttamente connesso alla sua pratica rivoluzionaria personale e da quel momento si concentrò sulla teoria marxista dello sviluppo capitalista - con la sua logica interna di contraddizioni e relative, inevitabili crisi - come base di ogni riflessione politica all'interno del movimento operaio.
Sul finire degli anni venti Mattick si era trasferito a Chicago e qui, per primo, provò ad unire le diverse organizzazioni di lavoratori tedeschi. Nel 1931 cercò di far rivivere il Chicagoer Arbeiter-Zeitung, un giornale carico di tradizione e un tempo edito da August Spies e Joseph Dietzgen, ma senza successo. Per un certo periodo, allo scopo di preparare uno sciopero generale per far crollare il capitalismo, si unì agli Industrial Workers of the World (noti come IWW o Wobblies), che erano l'unica organizzazione sindacale rivoluzionaria esistente negli Stati Uniti d'America la quale, nonostante le differenze di settore o di nazionalità, riuniva tutti i lavoratori in un solo grande sindacato. All'inizio degli anni trenta, però, dopo la Grande depressione del 1929, l'età d'oro degli scioperi dei militanti Wobblies era ormai passata e solo l'emergente movimento dei disoccupati diede ancora agli IWW un momentaneo sviluppo regionale. Anche se nel 1933 Mattick redasse per loro un programma più in sintonia con i principi marxisti, fondato sulla teoria di Grossmann, l'organizzazione non ne trasse particolari benefici.

## Comunisti dei consigli (marxismo consiliarista)
Nel 1934 Mattick, con alcuni amici provenienti dagli IWW e alcuni membri espulsi dal Proletarian Party of America (PPA, "Partito Proletario d'America"), di ispirazione leninista, fondò lo United Workers Party (UWP, "Partito dei Lavoratori Uniti"), poi ribattezzato Council Communists Group (CCG, "Gruppo dei Comunisti dei consigli"). L'organizzazione rimase in stretto contatto con i gruppuscoli della sinistra comunista sopravvissuti in Germania e nei Paesi Bassi e pubblicò l'International Council Correspondence, giornale che negli anni trenta diventò l'equivalente statunitense della Rätekorrespondenz olandese, edita dal GIC ("Gruppo dei comunisti internazionali"). Articoli e dibattiti dall'Europa vi erano tradotti accanto alle analisi economiche ed i commenti politici critici di temi d'attualità negli USA e in altre parti del mondo.
A parte il suo stesso lavoro in fabbrica, Mattick non solo sostenne la maggior parte del lavoro tecnico della rivista, ma fu anche l'autore della gran parte dei contributi che apparivano sul giornale. Tra i pochi volonterosi nell'offrire regolari contributi c'era Karl Korsch, con il quale Mattick venne in contatto nel 1935 e che rimase un suo amico personale sino alla fine del 1936.
Poiché nella seconda metà degli anni trenta il comunismo dei consigli europeo si diede alla clandestinità per poi scomparire formalmente, dal 1938 Mattick cambiò il nome della rivista da International Council Correspondence a Living Marxism e, dal 1942, in New Essays.
Come Karl Korsch ed Henryk Grossman, anche Mattick ebbe alcuni contatti con l'Istituto di ricerche sociali di Max Horkheimer, uno dei più celebri membri della Scuola di Francoforte, e per tale Istituto nel 1936 scrisse un importante studio sociologico sul movimento dei disoccupati statunitensi. Lo studio però rimase negli archivi dell'ente e fu pubblicato soltanto nel 1969 da Neue Kritik, l'editore della SDS (Sozialistischer Deutscher Studentenbund, la "Lega tedesca degli studenti socialisti").

## Seconda Guerra Mondiale
Con la seconda guerra mondiale prima e la campagna maccartista poi, nel dopoguerra, la sinistra negli Stati Uniti d'America si trovò a sperimentare la repressione. Agli inizi degli anni cinquanta Mattick si ritirò in campagna, dove riuscì a sopravvivere grazie a lavori saltuari e alla sua attività di scrittore. Durante gli anni del progresso postbellico svolse solo modeste e occasionali attività politiche, scrivendo brevi articoli per vari periodici di tanto in tanto.
Dagli anni quaranta fino agli anni cinquanta Mattick si dedicò allo studio di John Maynard Keynes e redasse una serie di note critiche e articoli contro la teoria e la pratica keynesiane. In questo lavoro egli sviluppò ulteriormente la teoria dello sviluppo capitalista di Marx e Grossmann al fine di rispondere criticamente ai nuovi fenomeni e forme del capitalismo moderno.

## Riconoscimento mondiale
Con i cambi generali della scena politica e il riemergere di un pensiero più radicale, negli anni sessanta Mattick diede alcuni contributi politici più elaborati e importanti. Un lavoro di rilievo fu Marx and Keynes. The Limits of Mixed Economy del 1969, che venne tradotto in diverse lingue ed ebbe una certa influenza nei movimenti studenteschi di contestazione posteriori al 68. Un altro lavoro apprezzabile fu la Critique of Herbert Marcuse: The one-dimensional man in class society, saggio critico sulla celebre opera di Herbert Marcuse L'uomo a una dimensione (The one-dimensional man in class society, appunto), in cui Mattick respinse con forza la tesi di Marcuse secondo la quale il "proletariato", così come Marx lo aveva inteso, era diventato un "concetto mitologico" nella società capitalista avanzata. Pur essendo d'accordo con l'analisi critica di Marcuse sull'ideologia dominante, Mattick dimostrò che la stessa teoria dell'unica dimensione esisteva solo come ideologia. Marcuse successivamente affermò che la critica di Mattick era stata la migliore a cui il suo libro fosse stato sottoposto.
Negli anni settanta molti vecchi e nuovi articoli di Mattick uscirono in diverse lingue per varie pubblicazioni. Nell'anno accademico 1974-1975 fu assunto come visiting professor all'Università "rossa" di Roskilde in Danimarca. Qui tenne lezioni sulla critica dell'economia politica di Marx, sulla storia del movimento operaio e fece da coreferente critico a seminari con ospiti del calibro di Maximilien Rubel, Ernest Mandel, Joan Robinson e altri. Nel 1977 completò il suo ultimo importante ciclo di lezioni all'Università di Città del Messico. Nella Germania Ovest parlò solo due volte: nel 1971 a Berlino e nel 1975 a Hannover.
Negli ultimi anni Paul Mattick riuscì così ad ottenere una piccola audience fra le giovani generazioni per le proprie idee. Nel 1978 un'interessante raccolta di articoli, scritti in più di quarant'anni di attività, apparve a Londra sotto il titolo Anti-Bolshevik Communism.

## Ultimi anni
Paul Mattick morì nel febbraio del 1981 lasciando un manoscritto quasi completo per un altro libro, che fu successivamente rivisto da suo figlio Paul Mattick Jr. e pubblicato nel 1983 con il titolo Marxism – Last refuge of the bourgeoisie?.

## Opere
- (EN)  Marx and Keynes. The limits of the mixed economy, Boston, Porter Sargent Publisher, 1969.

(IT)  Marx e Keynes. I limiti dell'economia mista (trad. it. di Luigi Occhionero), Bari, De Donato, 1969.
- (DE)  Kritik an Herbert Marcuse: der eindimensionale Mensch in der Klassengesellschaft, Francoforte sul Meno, Europaische Verlagsanstalt, 1969.

(EN)  Critique of Marcuse: one-dimensional man in class society, Londra, The Merlin Press, 1972.
- (FR)  Intégration capitaliste et rupture ouvrière. Choix de textes (trad. fr. di Serge Bricianer; prefaz. di Robert Paris), Parigi, EDI, 1972.
- (DE)  Willy Huhn, Trotzki-der gescheiterte Stalin e Paul Mattick, Einleitung: Bolschewismus und Stalinismus, Berlino, Kramer, 1973. ISBN 3-87956-017-X.
- (DE)  Krisen und Krisentheorien (testi di Paul Mattick, Christoph Deutschmann e Volkhard Brandes), Francoforte sul Meno, Fischer Taschenbuch, 1974.

(FR)  Crises et theories des crises, Parigi, Champ libre, 1976.
(ES)  Crisis y teoría de la crisis (trad. di Gustau Muñoz), Barcellona, Ediciones Península, 1977. ISBN 84-297-1290-9.
(IT)  Crisi e teorie della crisi (testi di Paul Mattick, Christoph Deutschmann e Volkhard Brandes; trad. it. di Giuseppe Mininni), Bari, Dedalo, 1979. ISBN 978-88-220-3504-2.
(EN)  Economic crisis and crisis theory, Londra, Merlin, 1981. ISBN 0-85036-269-5.
- (DE)  Kritik der Neomarxisten und andere Aufsatze, Francoforte sul Meno, Fischer Taschenbuch, 1974.

(IT)  Critica dei neomarxisti (trad. it. di Giuseppe Mininni), Bari, Dedalo, 1979.
- (EN)  Marxism and monopoly capital, Somerville (MA), Root & Branch, 1974.
- (DE)  Spontaneität und Organisation. Vier Versuche über praktische und theoretische Probleme der Arbeiterbewegung, Francoforte sul Meno, Suhrkamp Verlag, 1975. ISBN 3-518-00735-1.
- (IT)  Ribelli e rinnegati (curatela e introduzione di Claudio Pozzoli), Torino, Musolini, 1976.
- (EN)  Anti-bolshevik communism, Londra, Merlin, 1978. ISBN 0-85036-222-9.
- (EN)  Economics, politics and the age of inflation, Londra, Merlin, 1980. ISBN 0-85036-258-X.
- (EN)  Marxism – Last refuge of the bourgeoisie? (postuma, a cura di Paul Mattick Jr.), 1983.

(IT)  Il marxismo ultimo rifugio della borghesia? Scritti scelti (a cura di Antonio Pagliarone), Milano, Sedizioni, 2008. ISBN 978-88-89484-35-7.